# Chrysosoma viduum
Chrysosoma viduum är en tvåvingeart som beskrevs av Lamb 1929. Chrysosoma viduum ingår i släktet Chrysosoma och familjen styltflugor. Inga underarter finns listade i Catalogue of Life.